# Gayville (Dakota del Sud)
Gayville è un centro abitato (town) degli Stati Uniti d'America situato nella contea di Yankton nello Stato del Dakota del Sud.  La popolazione era di 407 persone al censimento del 2010.

## Storia
Gayville era originariamente abitata prevalentemente da agricoltori scandinavi. Un ufficio postale chiamato White Hall è stato creato nel 1870, rinominato Boreman nel 1872, e infine Gayville nel 1873. Il nome attuale è in onore di Elkanah Gay, uno dei primi direttori dell'ufficio postale. Gayville era una stazione della Chicago, Milwaukee, St. Paul and Pacific Railroad.

## Geografia fisica
Secondo lo United States Census Bureau, ha un'area totale di 0,21 miglia quadrate (0,54 km²).

## Società

### Evoluzione demografica
Secondo il censimento del 2010, c'erano 407 persone.

### Etnie e minoranze straniere
Secondo il censimento del 2010, la composizione etnica della città era formata dal 96,8% di bianchi, lo 0,7% di nativi americani, lo 0,7% di asiatici, lo 0,7% di altre razze, e l'1,0% di due o più etnie. Ispanici o latinos di qualunque razza erano l'1,2% della popolazione.